# الحصول على حياة (رواية)
الحصول على حياة (بالإنجليزية: Get a Life) هي رواية للكاتبة الجنوب أفريقية والحاصلة على جائزة نوبل نادين غورديمير، نشرت عام 2005، لأول مرة عن دار نشر بلومزبري.وتُعد من أبرز أعمالها في سنواتها الأخيرة، حيث تمزج فيها بين الطابع السياسي والاجتماعي من جهة، والنفسي الوجودي من جهة أخرى. تتناول الرواية تجربة مرض السرطان وعزلته، والعلاقة المعقدة بين الفرد والدولة والأسرة في سياق ما بعد الفصل العنصري في جنوب أفريقيا.

## نبذة
تحكي الرواية قصة "بول بانيرمان"، وهو ناشط بيئي شاب في منتصف الثلاثينيات من عمره، يُصاب بمرض السرطان ويخضع للعلاج بالإشعاع، مما يضطره إلى عزل نفسه تمامًا حتى لا يؤذي من حوله بالإشعاع المتبقي في جسده. يعود بول إلى منزل والديه، حيث يبدأ في إعادة النظر في حياته، وعلاقاته، وزواجه، وعمله. في خضم هذا السكون الجسدي المفروض، تنبعث أسئلة فلسفية وأخلاقية تتعلق بمكانته في المجتمع، وجدوى نضاله البيئي، وموقعه داخل شبكة العلاقات الشخصية والسياسية التي تحكم حياته.تبرز بعض المفاهيم و الرؤى النقدية المتداخلة في أدب نادين غورديمر، حيث يُستخدم المرض كاستعارة سياسية لفضح القمع، ويُوظَّف الصمت والعزلة كوسائل مقاومة. كما تتجلى العلاقة بين الجسد والسلطة في رقابة الدولة على الحياة الخاصة، ويُطرح الصراع بين البيئة والرأسمالية كوجه آخر للاستغلال. أما صدام الأجيال في جنوب أفريقيا الجديدة، فيعكس التوتر بين ماضٍ مثقل بالتمييز وحاضر يسعى لإعادة تعريف الحرية والعدالة.

## الشخصيات
- بول بانيرمان: بطل الرواية، ناشط بيئي يصاب بالسرطان، ويخوض رحلة داخلية صامتة نحو الفهم الذاتي.
- زوجته ليتيشيا: شخصية مستقلة وذات تطلعات مهنية، تتخذ قراراتها بعيدًا عن زوجها، وتُطرح عبرها أسئلة حول الحب والمسؤولية والحرية.
- والدا بول: يمثلان جيل ما قبل التغيير في جنوب أفريقيا، ويتفاعلان مع مرض ابنهما بشكل يعكس قيمًا تقليدية وصدامًا ضمنيًا مع قناعاته.
- الطبيبة المعالجة: تظهر كشخصية ثانوية تُمثّل النظام الطبي وتقنياته، لكنها في الوقت نفسه تثير نقاشًا حول السلطة العلمية وحدودها.

## المواضيع
- المرض كاستعارة سياسية
- الصمت والانعزال كأدوات مقاومة
- العلاقة بين الجسد والسلطة
- البيئة مقابل الرأسمالية
- صدام الأجيال في جنوب أفريقيا الجديدة

## أهمية الرواية
تُعد رواية "الحصول على حياة" واحدة من أبرز أعمال نادين غورديمر في مرحلتها المتأخرة، حيث تبتعد عن الحبكات السياسية الصريحة وتدخل في عمق التجربة الإنسانية المُعاشة. كما تعكس الرواية تحول اهتمام الكاتبة من الأسئلة الأيديولوجية الكبرى إلى الانشغال بالتفاصيل اليومية الدقيقة، والتي تبدو في النهاية أكثر كشفًا عن هشاشة الإنسان المعاصر.

## التحليل ونقد
رغم أن الرواية تسرد قصة مريض سرطان، فإنها لا تقتصر على الجانب المرضي، بل تنفذ إلى أعمق التوترات الوجودية والاجتماعية والسياسية. تقدم غورديمر في هذا العمل شخصية شديدة الخصوصية، لكنها في الآن ذاته نموذج معبّر عن الجيل الجديد في جنوب أفريقيا، حيث يستمر الصراع بين الالتزام الأيديولوجي والحاجة إلى حياة شخصية مستقلة. يظهر المرض في الرواية كوسيلة للانعزال والتأمل، لكنه يُوظَّف أيضًا كاستعارة نقدية لتوصيف التصدع الذي تعاني منه الدولة الحديثة.من الناحية الأسلوبية، تتميز الرواية بسرد داخلي مكثف، وجمل متقطعة تعكس الشرخ في وعي الشخصية الرئيسية، إضافة إلى توظيف ضمير الغائب الذي يُبعد القارئ عن شخصية بول، ليتركه يتأمل في المشهد السياسي العام أكثر من تفاصيل السيرة الفردية.نالت الرواية مراجعات متفاوتة؛ إذ اعتبرها بعض النقاد عملًا تأمليًا عالي النبرة لكن قليل التشويق، في حين امتدح آخرون الجرأة في طرح موضوع مرض السرطان في سياق أدبي سياسي. كما أُشيد باللغة الدقيقة والاقتصادية التي تستخدمها غورديمر في توصيف عالم تملأه الصمت والانعزالية.اعتُبرت الرواية تأملًا ناضجًا في ما بعد مرحلة التغيير السياسي في جنوب أفريقيا، حيث يعاني المواطن من أشكال خفية من الإقصاء والتعب، رغم التحولات الديمقراطية الشكلية.